# جواد مروی
جواد مروی روحانی ایرانی، عضو شورای عالی حوزه علمیه قم، عضو جامعه مدرسین حوزه علمیه قم و استاد خارج فقه حوزه علمیه قم است.

## خانواده
پدرش، علی مروی، در آذر ۱۳۹۲ درگذشت. سید علی خامنه‌ای و اکبر هاشمی رفسنجانی درگذشت او را تسلیت گفتند.